# Baruun-Urt
Baruun-Urt (Mongools: Баруун-Урт) is een stad in het oosten van Mongolië en de hoofdstad van de ajmag (provincie) Sühbaatar. De stad met directe omgeving is een Sum (district) van de provincie. De oppervlakte van Baruun-Urt is 59 km², de bevolking telt ruim 18.000 personen (2017). De Tömörtiin Ovoo zinkmijn ligt ongeveer 13 km ten noorden van de stad.
Op een plein staat een standbeeld van de Mongoolse revolutieheld Damdin Soeche Bator.

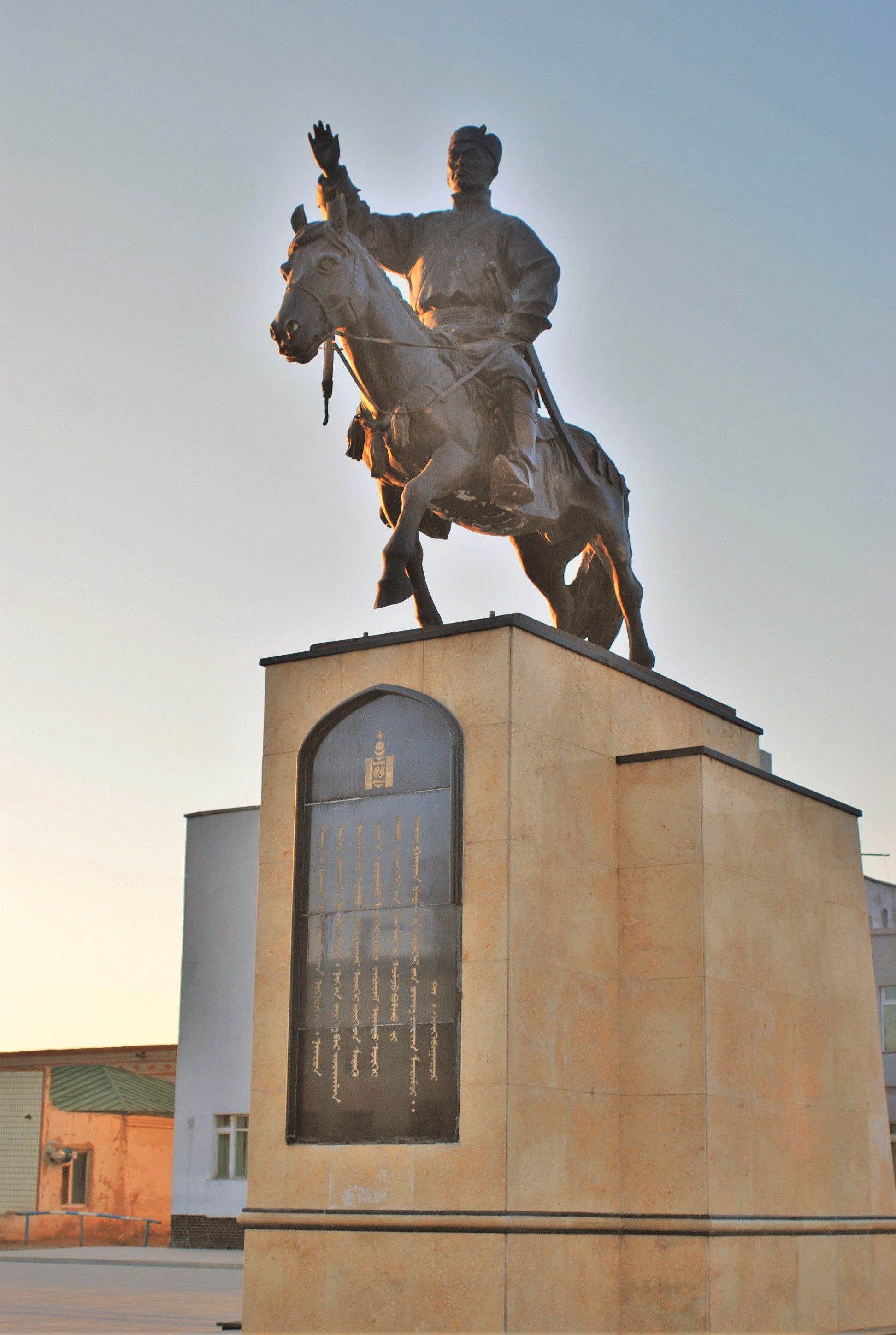
Standbeeld van Damdin Soeche Bator op centrale plein in de stad

## Bevolking
| 1959 geschat | 1969 census | 1979 census | 1989 census | 1994 geschat | 2000 census | 2006 geschat | 2008 geschat | 2010   | 2017   |
| ------------ | ----------- | ----------- | ----------- | ------------ | ----------- | ------------ | ------------ | ------ | ------ |
| 6.000        | 8.000       | 11.600      | 16.100      | 17.289       | 15.133      | 12.000       | 12.944       | 16.130 | 18.190 |

## Transport
Baruun-Urt heeft een vliegveld met een onverharde baan. Elke maandag is er een vlucht naar de hoofdstad Ulaanbaatar.

## Klimaat
Baruun-Urt ligt op een hoogte van 980 meter boven zeeniveau en heeft een koud steppeklimaat, code BSk volgens de klimaatclassificatie van Köppen. Er is een groot temperatuurverschil tussen zomer en winter, en tussen dag en nacht. De gemiddelde maximumtemperatuur overdag is in juli 26,2°C en in januari -16,3°C; het gemiddeld minimum in januari bedraagt
-26,2°C. De neerslaghoeveelheid bedraagt 206 mm per jaar, de natste maand is juli met 61 mm. De zon schijnt gemiddeld 3068 uur per jaar.